# Norbert Brieden
Norbert Brieden (* 30. Juni 1968 in Medebach) ist ein deutscher römisch-katholischer Theologe.

## Leben
Von 1987 bis 1995 studierte er die Fächer Deutsch, Katholische Theologie und Philosophie in Köln und Bonn. Er war wissenschaftlicher Mitarbeiter am Lehrstuhl für Religionspädagogik und Katechetik an der Katholisch-Theologischen Fakultät Bochum. Mit einer Arbeit über Korrelative Religionsdidaktik und Kreatives Visualisieren wurde er 2005 an der Universität Bochum zum Dr. theol. promoviert. Von 2012 bis 2023 war er Professor für Religionspädagogik an der Bergischen Universität Wuppertal. 2021 folgte die Promotion zum Dr. phil. an der Universität Paderborn. Zusammen mit Markus Tomberg gibt er das Schulbuch Leben gestalten heraus.

## Schriften (Auswahl)
- Korrelative Religionsdidaktik und kreatives Visualisieren. Bochum 2005.
- mit Reinhard Göllner und Christina Kalloch: Emmaus: Auferstehung heute eröffnen. Elementarisierung – Kompetenzorientierung – Kindertheologie. Berlin 2010.
- Tod und Auferstehung. Umfassende Materialien zu den eschatologischen Fragen des Christentums. Donauwörth 2011, 2. Aufl. 2014.
- Paradoxien entfalten und bearbeiten. Beobachtungen zu Differenzierungspraktiken in der Religionspädagogik. Stuttgart 2022.